# Typhula pachypus
Typhula pachypus är en svampart som beskrevs av Berthier 1976. Typhula pachypus ingår i släktet Typhula och familjen trådklubbor.   Inga underarter finns listade i Catalogue of Life.